# Alfred Mond, 1. Baron Melchett

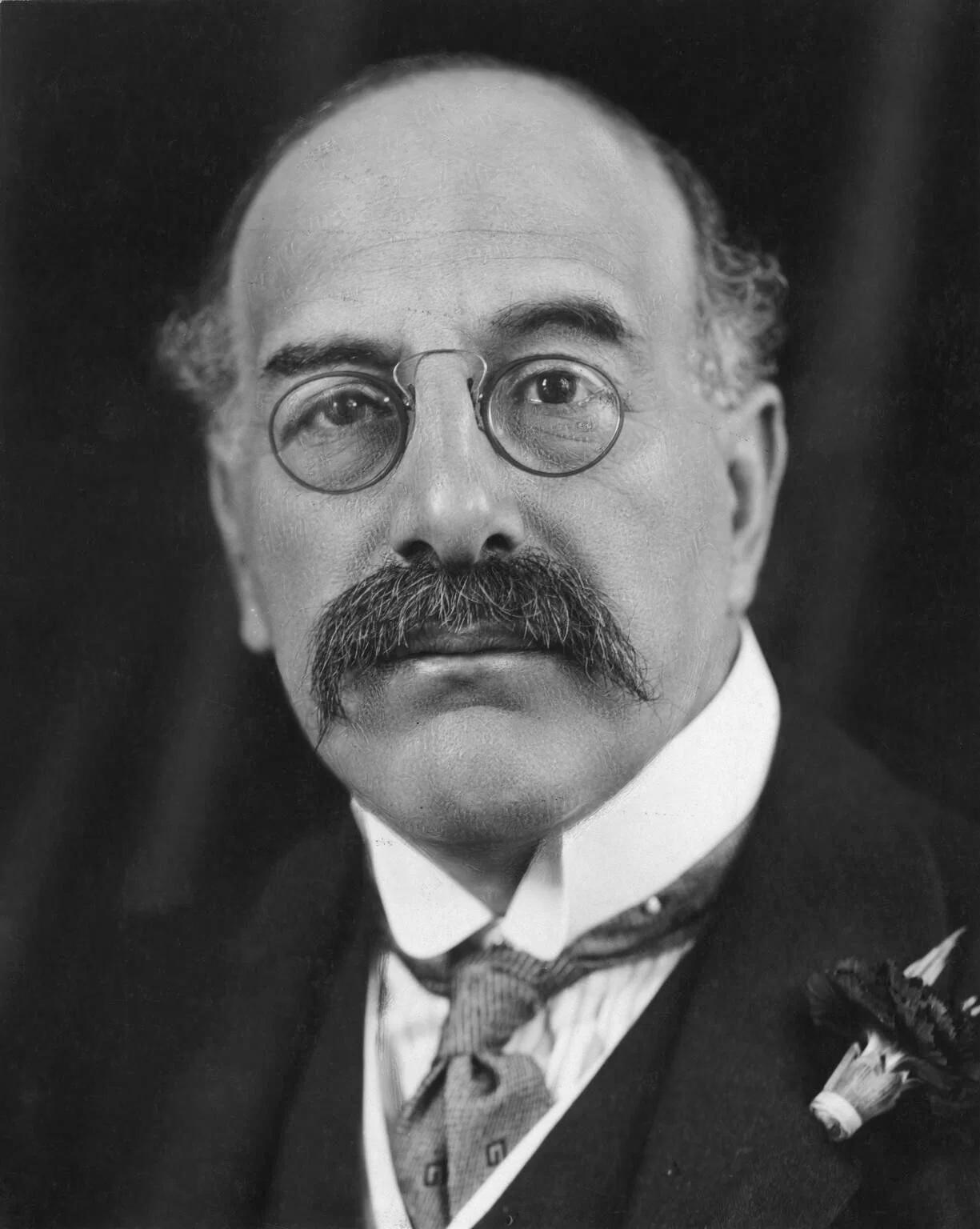
Alfred Mond

Alfred Moritz Mond, 1. Baron Melchett (* 23. Oktober 1868 in Farnworth, Cheshire; † 27. Dezember 1930 in London), war ein britischer Industrieller und Politiker.

## Biografie
Der Sohn des aus Deutschland stammenden Chemikers Ludwig Mond und dessen Frau Frida, geb. Löwenthal, war zunächst in der Industrie und dort zuletzt als Vorstandsvorsitzender (Chairman) der Mond Nickel Co. tätig, einem Tochterunternehmen der von seinem Vater mitbegründeten Brunner-Mond AG.
Mond begann zudem sich politisch zu engagieren. Bei der Unterhauswahl 1900 trat er für die Liberalen in Salford South an – und verlor. 1903 trat er der National League of Young Liberals bei. Im Januar 1906 gelang ihm als Kandidat der Liberal Party der Einzug ins Unterhaus (House of Commons). Er wurde mehrfach wiedergewählt und war von 1906 bis 1910 Abgeordneter für Chester, von 1910 bis 1918 für Swansea, von 1918 bis 1923 für Swansea West und von 1924 bis 1928 bis Carmarthen. Während des Ersten Weltkrieges wurde er 1916 von Premierminister David Lloyd George zum ersten Regierungskommissar für Bauten (Commissioner of Works) berufen und behielt dieses Amt bis 1921. Zwischen 1921 und 1922 war er schließlich Gesundheitsminister (Minister of Health) im Kabinett von Premierminister Lloyd George.
Als 1926 die Brunner-Mond AG mit Nobel Explosives, der United Alcali Company und der British Dyestuffs Corporation zur Imperial Chemical Industries (ICI) fusionierte, hatte er maßgeblichen Anteil daran und wurde daraufhin Chairman von ICI. Als starker Befürworter einer industriellen Kooperation initiierte er 1927/28 zusammen mit dem Präsidenten Ben Turner des Trades Union Congress, des Dachverbands der britischen Gewerkschaften, die Mond-Turner-Konferenz, die zur anschließenden Gründung des Nationalen Industrierates führte.

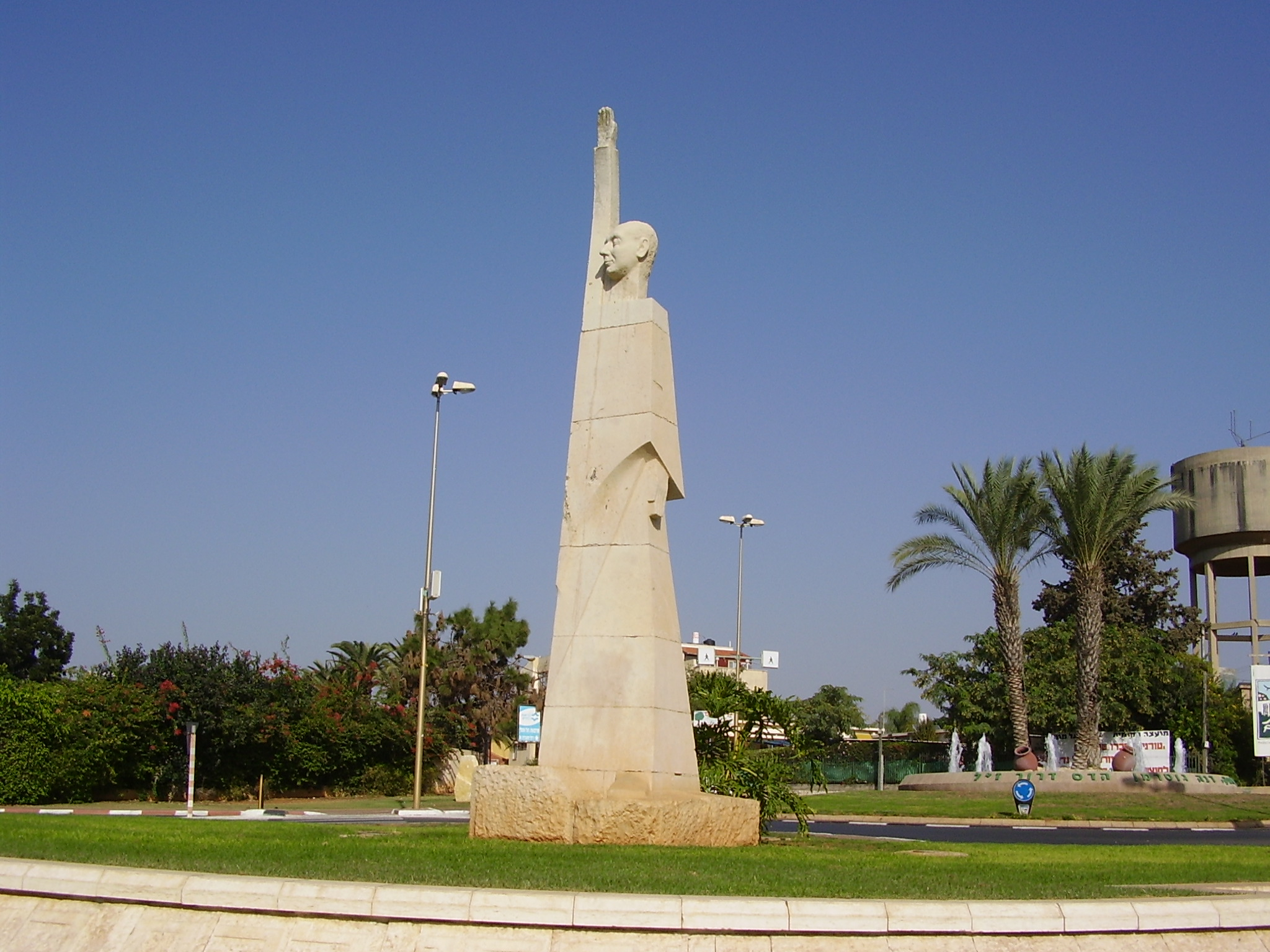
Statue von Alfred Mond in Tel Mond (Israel).

Für seine Verdienste wurde ihm am 8. Juli 1910 der erbliche Adelstitel Baronet, of Hartford Hill in Great Budworth in the County of Chester, verliehen. Anlässlich seines Ausscheidens aus dem Unterhaus wurde er am 15. Juni 1928 als Baron Melchett, of Landford in the County of Southampton, zum erblichen Peer erhoben und erhielt dadurch einen Sitz im Oberhaus (House of Lords).
Neben dem ersten Präsidenten der Türkei, Mustafa Kemal Atatürk, war sein Name Namensgeber für den „World Controller“ Mustapha Mond in Aldous Huxleys 1932 erschienenen dystopischen Roman „Brave New World“.